# Альтонська ратуша
Альтонська ратуша (ратуша Альтони; нім. Altonaer Rathaus)  — історична будівля міської ради міста Альтони, що використовувалася як адміністративна будівля-осідок ради міста Альтони до часу входження цього міста до складу Гамбурга (до 1938-го року).

## Історія будівлі
Існуюча ратуша Альтони – третя за ліком будівля ради цього міста. Будівлю розширили за проектом Йозефа Брікса та Еміля Брандта у стилі неоренесанс шляхом перепланування старого залізничного вокзалу після того як вокзал перемістився у нову споруду. Перебудова залізничного вокзалу під потреби ратуші тривала у 1896 — 1898 рр.